# Den Russiske guldalder
Den russiske Guldalder betegner oftest 1820'erne og 1830'ernes russiske litteratur, der med deres poesi nåede nye højder. Flere prominente digtere deltog i den fejlslagne Dekabristopstand i 1825, hvor blandt andet poeten Kondratij Ryleev blev hængt. Epokens største forfatter var Aleksandr Pusjkin, der stadig æres som Ruslands nationaldigter. Han var, ligesom sin umiddelbare arvtager, Mikhail Lermontov, influeret af den byronske spleen. I Pusjkins "Jevgenij Onegin" (1833) og Lermontovs "Aleksandr Petjorin" fra romanen Vor tids helt (1839-41) fik den en særlig socialpsykologisk gestaltning. Det såkaldte overflødige menneske blev et centralt tema for 1800-tallets litteratur. De to digtere omkom begge i en duel på deres kunstneriske højdepunkt og blev udødelige symboler på den russiske ånds oprør og martyrium. Nikolaj Gogol betegnede endnu en vigtig etape i overgangen fra romantik til realisme. Gogols skildringer af vanviddet, navnlig i En Gal mands dagbog (1835), havde foruroligende, samfundskritiske perspektiver, og de anslog et nyt hovedtema for generationer af forfattere, ikke mindst for Fjodor Dostojevskij.